# Zwarte lijstertimalia
De zwarte lijstertimalia (Melanocichla lugubris synoniem: Garrulax lugubris) is een zangvogel uit de familie Timaliidae (timalia's).

## Verspreiding en leefgebied
Deze soort komt voor in de bergen van Malakka en westelijk Sumatra.

## Status
De grootte van de populatie is niet gekwantificeerd maar de soort wordt omschreven als doorgaans schaars maar soms plaatselijk algemeen. Op de Rode lijst van de IUCN heeft deze soort de status niet bedreigd.